# W poszukiwaniu nieznajomego
W poszukiwaniu nieznajomego (alb. Në kërkim të kujt) – albański serial kryminalny z 2012.

## Opis fabuły
Akcja filmu rozgrywa się w Tiranie, w latach 90. XX w. W szpitalu więziennym umiera jeden z osadzonych i zostaje w tajemnicy pochowany na stołecznym cmentarzu. Policja zarządza dokonanie ekshumacji i ustala personalia zmarłego, a także to, że padł ofiarą morderstwa. Rozpoczyna się śledztwo, którym kieruje inspektor Almir Bali.

## Obsada
- Kastriot Çaushi jako Almir Bali
- Reshat Arbana jako Asim Qani
- Merkur Bozgo jako Plaku
- Xhevdet Ferri jako prokurator
- Helidon Fino jako Selim
- Ermira Hysaj jako Anisa
- Luan Jaha jako adwokat
- Niko Kanxheri jako Mark Dobjani
- Tinka Kurti jako Lumja
- Monika Lubonja  jako Kizi
- Petrit Malaj jako sędzia
- Mevlan Shanaj jako dr. Leo
- Margarita Xhepa jako Sana, matka Basriego
- Ndriçim Xhepa jako Arben Kodra
- Luiza Xhuvani jako Aferdita
- Matilda Makoçi jako lekarka Marjeta Kodra
- Viktor Zhysti